# Australasian Championships 1925
Gli Australasian Championships 1925 (conosciuto oggi come Australian Open) sono stati la 18ª edizione degli Australasian Championships e prima prova stagionale dello Slam per il 1925. Si è disputato dal 24 al 31 gennaio 1925 sui campi in erba del White City Stadium di Sydney in Australia. 
Il singolare maschile è stato vinto dall'australiano James Anderson, che si è imposto sul connazionale Gerald Patterson in quattro set. Il singolare femminile è stato vinto dall'australiana Daphne Akhurst Cozens, che ha battuto la connazionale Esna Boyd Robertson in tre set. Nel doppio maschile si è imposta la coppia formata da Pat O'Hara Wood e Gerald Patterson, mentre nel doppio femminile hanno trionfato Sylvia Lance Harper e Daphne Akhurst Cozens. Il doppio misto è stato vinto da Daphne Akhurst e Jim Willard.

## Risultati

### Singolare maschile
James Anderson ha battuto in finale  Gerald Patterson con il punteggio di 11–9, 2–6, 6–2, 6–3.

### Singolare femminile
Daphne Akhurst ha battuto in finale  Esna Boyd con il punteggio di 1–6, 8–6, 6–4.

### Doppio maschile
Pat O'Hara Wood /  Gerald Patterson hanno battuto in finale  James Anderson /  Fred Kalms con il punteggio di 6–4, 8–6, 7–5.

### Doppio femminile
Sylvia Lance Harper /  Daphne Akhurst Cozens hanno battuto in finale  Esna Boyd Robertson /  Kathrine Le Mesurier con il punteggio di 6–4, 6–3.

### Doppio misto
Daphne Akhurst /  Jim Willard hanno battuto in finale  Sylvia Lance /  Bob Schlesinger con il punteggio di 6–4, 6–4.